# Gangrel
Este artículo habla del clan de vampiros Gangrel. Para ver sobre el luchador, véase David Heath.
Los gangrel son un clan de vampiros del juego de rol Vampiro: la mascarada, ambientado en el Mundo de Tinieblas. 
El clan gangrel destaca por su afinidad con la naturaleza y por su escaso contacto con el resto de los Cainitas. Así, los gangrel prefieren pasar noches enteras en comunión con animales, o dedicados al frenesí de la caza. Esta afinidad se extiende a su Bestia interior, provocando que, después de haber entrado en frenesí, aparezcan rasgos animales en su cuerpo, representando la huella que deja la Bestia en su cuerpo. Estos rasgos pueden ser de cualquier clase: desde alas, hasta modificaciones en la estructura ósea, pasando por corazas de quitina similar a la de los insectos. Su símbolo es una cabeza de lobo aullando.

## Origen
Su origen es difícil de determinar, puesto que los gangrel no tienen una jerarquía determinada, como ocurre con los Tremere, o los Ventrue. Aun así, en los concilios gangrel (conocidos como «Encuentros») se narra a menudo el mito de Ennoia. Según éste, la antediluviana Ennoia fue criada por una manada de lobos, de los que supuestamente tuvo hijos (lupinos), para luego trasladarse a la ciudad de Enoch, donde a su vez tuvo hijos con otros hombres, antes de ser abrazada y abandonar la mítica ciudad.  Se dice que finalmente se fundió con el planeta, volviéndose una fuerza natural, capaz incluso de mover placas tectónicas, y que cada vez que un gangrel realiza su habilidad de «Fundirse con la Tierra» consigue un poco de sangre.
Si esta historia fuese cierta, el clan Gangrel tuvo sus inicios en la guerra que se libró entre Ennoia y Dracian, el antediluviano ravnos, después de la desaparición de la ciudad de Enoch. Surgieron como soldados abrazados para librar una guerra que acabó gracias a los poderes ilusioros de los ravnos, con la victoria de Dracian. 
Después de eso, los gangrel se dispersaron por todo el actual continente europeo. La mayor parte se identificó más con la cultura vikinga y otros muchos formaron parte de las invasiones mongoles. Aun así, desde la fundación de la Camarilla, los gangrel han pertenecido a ella.
Debido a ciertos hechos relacionados con el supuesto antediluviano Tzimisce, el Justicar gangrel, Xaviar, acudió al consejo de la Camarilla en Baltimore, donde narró la masacre de la mayoría de los gangrel del continente (y su propia derrota) a manos de un poder mayor. Para demostrar los hechos muestra al consejo las deformidades sufridas en su cuerpo durante la batalla debido a los poderes sobre los que intenta advertir. Sin embargo, los miembros del consejo (entre los que se encontraban Theo Bell, o Jan Pieterzoon) deniegan su petición de ayuda debido a la inminente invasión Sabbat. 
Esta reacción provocó la ira del Justicar, que en ese instante, disuelve la unión entre su clan y la Camarilla. A pesar de esto, muchos gangrel decidieron permanecer en ella, bien por conveniencia, o bien por rechazo a las ideas Sabbat. Aun así, y a efectos de juego, la mayoría de los gangrel se consideran independientes.
Estos hechos se narran en las novelas de clan ventrue y gangrel.

## Carácter y sociedad
La mayoría de los gangrel son solitarios, burlando, o simplemente ignorando las normas sociales. Este carácter distante, junto con su ferocidad durante el combate, ha creado un aura de temor y misterio alrededor del clan. 
Su enemistad con el clan Ravnos tiene que ver con los primeros tiempos y el enfrentamiento entre los antediluvianos gangrel y ravnos (que son hermanos gemelos según la tradición).
Por último, se rumorea que los gangrel poseen una afinidad especial con los Lupinos, nada más lejos de la verdad puesto que son su principal problema.

## Disciplinas
- Protean: esta disciplina permite al vampiro transformar todo su cuerpo o parte de él en algo no humano. Así, el vampiro puede hacer que le crezcan garras, convertirse en murciélago, fundirse con la tierra o transformarse en niebla.

- Animalismo: permite la empatía y el dominio sobre el mundo animal, así como con el animal interior, y encarna a la Bestia agazapada dentro del alma de todo Cainita. Los que tienen animalismo pueden emprender y apaciguar las pasiones de los animales y controlar las acciones de tales criaturas tocando el corazón de la bestia que hay en el interior de todas ellas.

- Fortaleza: proporciona a los que la poseen la capacidad para resistir la luz del sol y del fuego. Por cada nivel de Fortaleza que posea un personaje, puede tirar un dado para aguantar el daño del fuego y el sol. Cada punto de Fortaleza también representa un dado adicional para absorber los ataques contundentes y letales.[2]

## Curiosidades
«Gangrel» fue también el apodo del luchador David Heath. Participó en la World Wrestling Federation (Federación Mundial de Lucha) o WWE, Inc. a finales de los 90.